# 山崎帝國堂
株式会社山崎帝國堂（やまざきていこくどう）は、千葉県柏市豊四季73-1に本社を置く製薬会社である。主力商品は明治時代から続く便秘薬の複方毒掃丸。2018年（平成30年）には創業130周年を迎えた家庭薬の老舗。

## 歴史・沿革
創業者山崎嘉太郎が1888年（明治21年）に、現在は秋葉原と呼ばれる東京府東京市神田区神田花房町（現在の東京都千代田区外神田）に売薬化粧品商の山崎帝國堂薬房を創業する。その後、東京の支舗山崎太陽堂、大阪の支舗山崎兄弟商会や九州支舗を設立するなど次々に業容を拡張し、全国展開を進めた。現在の複方毒掃丸の前身である「腹内毒掃丸」を主力製品に、新聞などで大々的に広告をする手法で売上を伸ばした。1921年（大正10年）に、後に国民的作家となる吉川英治が広告文案係として一時在籍していた。
1922年（大正11年）に株式会社山崎帝國堂に改組したあとも便秘薬を中心に事業を続け、現在では水虫薬や殺鼠剤なども販売している。2017年（平成29年）まではカルシウム剤タチカワ電解カルシウムの製造販売元で、関連会社の森田薬品工業株式会社が販売していた。会社発祥の地である秋葉原で105年間生産を続けていたが、1993年（平成5年）に本社を東京都中央区日本橋1丁目にある日本橋朝日生命館に、研究所と工場を千葉県柏市豊四季に新設して移転している。日本橋朝日生命館の再開発に伴い、2012年（平成24年）に日本橋室町4丁目のさくら室町ビルへ本社を移転。2017年（平成29年）に工場へ本社機能を集約する。
2022年10月3日に老人ホーム紹介サービス「相談室 大樹（たいじゅ）」を開設。

## 商品

### 医薬品
- 複方毒掃丸…便秘薬【第2類医薬品】
- 新ドクソウガンG…便秘薬【指定第2類医薬品】
- ドクソウガンE　便秘薬…便秘薬【指定第2類医薬品】
- ベルリーナL…便秘薬【第2類医薬品】（製造販売元：日新薬品工業）
- フットラック…水虫薬【指定第2類医薬品】（製造販売元：新生薬品）
- 新ビホナエース…水虫薬【第2類医薬品】】（製造販売元：新生薬品） - 登場時の翌年2004年に新たにデザイン変更。

### 医薬部外品
- ラットライス…殺鼠剤【防除用医薬部外品】（製造販売元：大木製薬）

## 公式キャラクター
公式キャラクターにさぶろうまるがいる。
三歳の虎のキャラクター。三兄弟の末っ子で兄が二人いる。憧れの虎は猛虎。使命は「便秘を解消すること」としている。